# Ulrich Lehmann
Ulrich Lehmann (26 de enero de 1944) es un jinete suizo que compitió en la modalidad de doma.
Participó en los Juegos Olímpicos de Montreal 1976, obteniendo una medalla de plata en la prueba por equipos (junto con Christine Stückelberger y Doris Ramseier). Ganó dos medallas en el Campeonato Mundial de Doma, plata en 1978 y bronce en 1986, y seis medallas en el Campeonato Europeo de Doma entre los años 1975 y 1989.

## Palmarés internacional
| Juegos Olímpicos   | Juegos Olímpicos        | Juegos Olímpicos  | Juegos Olímpicos |
| Año                | Lugar                   | Medalla           | Categoría        |
| ------------------ | ----------------------- | ----------------- | ---------------- |
| 1976               | Montreal (Canadá)       | Medalla de plata  | Por equipos      |
| Campeonato Mundial |                         |                   |                  |
| Año                | Lugar                   | Medalla           | Categoría        |
| 1978               | Goodwood (Reino Unido)  | Medalla de plata  | Por equipos      |
| 1986               | Cedar Valley (Canadá)   | Medalla de bronce | Por equipos      |
| Campeonato Europeo |                         |                   |                  |
| Año                | Lugar                   | Medalla           | Categoría        |
| 1975               | Kiev (URSS)             | Medalla de bronce | Por equipos      |
| 1977               | San Galo (Suiza)        | Medalla de plata  | Por equipos      |
| 1979               | Århus (Dinamarca)       | Medalla de bronce | Por equipos      |
| 1981               | Laxenburg (Austria)     | Medalla de plata  | Por equipos      |
| 1987               | Leicester (Reino Unido) | Medalla de plata  | Por equipos      |
| 1989               | Mondorf (Luxemburgo)    | Medalla de bronce | Por equipos      |